# Pseudeumastacops
Pseudeumastacops är ett släkte av insekter. Pseudeumastacops ingår i familjen Eumastacidae.
Kladogram enligt Catalogue of Life:
| Pseudeumastacops | \| \| Pseudeumastacops constantensis \| \| \| \| \| \| Pseudeumastacops inexpectata \| \| \| \| \| \| Pseudeumastacops militaris \| \| \| \| \| \| Pseudeumastacops minima \| \| \| \| \| \| Pseudeumastacops pakitzae \| \| \| \| \| \| Pseudeumastacops purusana \| \| \| \| \| \| Pseudeumastacops sinopensis \| \| \| \| \| \| Pseudeumastacops ucayali \| \| \| \| \| \| Pseudeumastacops uruana \| \| \| \| \| \| Pseudeumastacops versicolor \| \| \| \| |
|                  | \| \| Pseudeumastacops constantensis \| \| \| \| \| \| Pseudeumastacops inexpectata \| \| \| \| \| \| Pseudeumastacops militaris \| \| \| \| \| \| Pseudeumastacops minima \| \| \| \| \| \| Pseudeumastacops pakitzae \| \| \| \| \| \| Pseudeumastacops purusana \| \| \| \| \| \| Pseudeumastacops sinopensis \| \| \| \| \| \| Pseudeumastacops ucayali \| \| \| \| \| \| Pseudeumastacops uruana \| \| \| \| \| \| Pseudeumastacops versicolor \| \| \| \| |
|                  | Pseudeumastacops constantensis |
|                  | |
|                  | Pseudeumastacops inexpectata |
|                  | |
|                  | Pseudeumastacops militaris |
|                  | |
|                  | Pseudeumastacops minima |
|                  | |
|                  | Pseudeumastacops pakitzae |
|                  | |
|                  | Pseudeumastacops purusana |
|                  | |
|                  | Pseudeumastacops sinopensis |
|                  | |
|                  | Pseudeumastacops ucayali |
|                  | |
|                  | Pseudeumastacops uruana |
|                  | |
|                  | Pseudeumastacops versicolor |
|                  | |